# Esperantovereniging
Een Esperantovereniging is een vereniging, die tot doel heeft om de internationale taal Esperanto te verspreiden en/of te gebruiken voor culturele en mogelijk andere doelen.
Esperantoverenigingen bestaan over de hele wereld. Er bestaan verenigingen op regionaal, landelijk, continent en wereldniveau.

## Wereldverenigingen
- Wereld-Esperanto-Vereniging (Universala Esperanto-Asocio, UEA) met hoofdzetel in Rotterdam
- Wereld-Esperanto-Jongerenorganisatie (Tutmonda Esperantista Junulara Organizo, TEJO) met hoofdzetel in Rotterdam
- Sennacieca Asocio Tutmonda (SAT) met hoofdzetel in Parijs
- Internacia Katolika Unuiĝo Esperantista (IKUE) met hoofdzetel in Rome

### Wereld vakverenigingen
- Biciklista Esperantista Movado Internacia (fietsers)
- Internacia Ligo de Esperantistaj Instruistoj (onderwijs)
- Ligo internacia de Blindaj Esperantistoj (blinden)
- Internacia Fervojista Esperanto-Federacio (treinpersoneel)
- Tutmonda Esperantista Ĵurnalista Asocio (journalisme)
- Internacia Naturkuraca Asocio (natuurgeneeskunde)

## Verenigingen per land

### België
Regionale afdelingen, contactpersonen en vakgroepen

#### Vlaamse Gemeenschap
- Vlaamse Esperantobond
- Vlaamse Esperanto-Jongeren
- La Pioniro (Aalst)
- La Verda Stelo (Antwerpen)
- Paco kaj Justeco (Brugge)
- Esperantista Brusela Grupo (Brussel)
- La Progreso (Gent)
- Esperanto 3000 (Leuven)
- Nord-Limburga Esperanto-Societo (Noord-Limburg - Peer)
- La Erikejo (Noorderkempen)
- Koninklijke Esperantogroep La Konkordo (Kortrijk)
- La Hirundo (Tienen)
- La Konko (Oostende)

#### Franse Gemeenschap
- Esperanto Charleroi
- Komunikado (Namen)

### Nederland
Regionale afdelingen, contactpersonen en vakgroepen
- Esperanto Nederland
- Nederlandse Esperanto-Jongeren
- Noord-Nederlandse Esperanto-Jongeren
- Esperanto Alkmaar
- Esperanto Almelo
- Esperanto Amsterdam
- Huisgroep Den Helder
- Esperanto Eindhoven
- Esperanto Gouda
- Esperanto Haarlem
- Esperanto Heemskerk
- Esperanto Helmond
- Esperanto Noord-Nederland
- Meza Zelando (Midden Zeeland)
- Klubo Zamenhof (Nijmegen)
- Esperanto Oost-Veluwe
- Roterdama Esperanto-Junularo (Rotterdam)
- Esperanto Zaanstreek-Waterland

#### Nederlandse vakverenigingen
- Nederlanda Grupo de Geinstruistoj pri Esperanto (Esperanto-onderwijs)
- Kristana Unuiĝo de Nederlandaj Esperantistoj (protestanten)
- Nederlanda Katoliko (katholieken)

### Polen
- Varsovia Vento, de meest actieve Esperantovereniging van Europa, heeft haar hoofdzetel in Warschau